# Спечинские
Спечинские (пол. Spieczyński) — дворянский род.
Происходит от польского выходца Герасима Спечинского, пожалованного поместьем в 1635 г.
Род Спечинских внесён в VI часть родословных книг Московской, Тульской и Костромской губерний.

## Описание герба
В щите, имеющем голубое поле, изображены серебряные восьмиугольная звезда и под нею подкова шипами вверх обращённая.
Щит увенчан дворянскими шлемом и короной. Намёт на щите голубой, подложенный серебром. Щит держат два воина, имеющие в руках по одному копью. Герб рода Спечинских внесён в Часть 5 Общего гербовника дворянских родов Всероссийской империи, стр. 96.